# Monsieur (Ancien Régime)

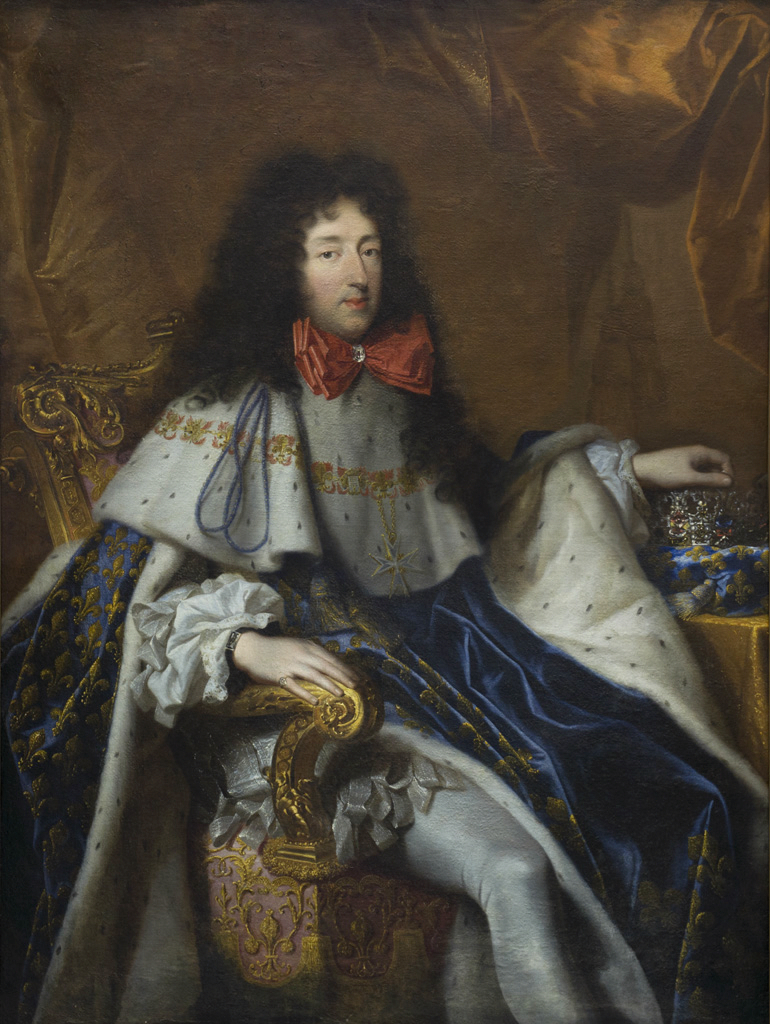
Monsieur Filippo d'Orléans

Sotto l'Ancien Régime l'appellativo Monsieur ("mon sieur" cioè mio signore, equivalente linguisticamente all'inglese Milord) era un trattamento informale che disegnava il maggiore fra i fratelli cadetti del re di Francia, ovvero il secondogenito del padre del re.

## Titolo della famiglia reale
Fino ai primi re della casa di Valois i re di Francia usavano il titolo di Monsieur negli atti pubblici.
A partire dai Valois il titolo di Monsieur fu accordato ai principi di sangue reale. 
Nel corso del XVI secolo e durante tutto l'Ancien Régime il titolo fu riservato al fratello cadetto del re. In tale accezione la parola era scritta con la maiuscola. Così l'editto di Beaulieu, emanato da Enrico III, viene più spesso chiamato "pace di Monsieur", in quanto favoriva il fratello del re, il duca d’Alençon.
Dal 1643 al 1660 convissero due Monsieur: Gastone d’Orléans, fratello del precedente re, il defunto Luigi XIII, veniva chiamato Grand Monsieur; mentre Filippo d’Angiò, fratello de re in carica, Luigi XIV, era detto Petit Monsieur. 
Fra i principi che hanno portato il titolo di Monsieur ci sono:
- Carlo, duca d'Orléans (1559-1560), fratello di Francesco II;
- Enrico, duca d’Angoulême (1560-1574), fratello di Carlo IX;
- Francesco, duca d’Alençon (1574-1584), fratello di Enrico III;
- Gastone, duca d'Orléans (1610-1660), fratello di Luigi XIII;
- Filippo, duca d'Orléans (1640-1701), fratello di Luigi XIV;
- Luigi, conte di Provenza (1774-1793), fratello del re Luigi XVI e in seguito lui stesso re (Luigi XVIII)

La monarchia era stata abolita il 21 settembre 1792. Tuttavia, fino alla morte del re Luigi XVI, il conte di Provenza continuò a godere del titolo di Monsieur.
L'ultimo Monsieur fu il Conte d’Artois (futuro Carlo X): per i legittimisti alla morte di Luigi XVII, nel 1795, il Conte di Provenza era diventato re di Francia con il nome di Luigi XVIII. Di fatto suo fratello cadetto, Carlo Filippo, divenne per loro Monsieur a partire da tale data. In ogni modo lo divenne dopo la Restaurazione del 1814 e lo rimase fino alla sua ascesa al trono, nel 1824.

## Altri usi dell'appellativo
In privato il titolo di Monsieur era dato dai servitori  domestici ai loro padroni.
Sotto l'Ancien Régime si usava il titolo al plurale con riferimento ai membri del Parlamento di Parigi e delle corti sovrane, come nell'espressione prendre l'avis de Messieurs.